# Hungry Heart
"Hungry Heart" je pjesma Brucea Springsteena s njegova petog albuma, The River iz 1980. Iste je godine objavljena kao prvi singl s albuma, a postala je Springsteenov prvi veliki hit na ljestvici Billboard Hot 100.

## Povijest
Kad je Springsteen susreo Joeyja Ramonea u Asbury Parku u New Jerseyju, Ramone ga je zamolio da napiše pjesmu za Ramonese. Springsteen je te noći skladao "Hungry Heart", ali ju je odlučio sačuvati za sebe na savjet svojeg producenta i menadžera, Jona Landaua. Prijašnje Springsteenove ritmične i zarazne pjesme kao što su "Because the Night" i "Fire" bile su poklonjene i postale hit drugima, a Landau nije htio da se taj trend nastavi.
Springsteenov glas bio je malo ubrzan pa je ispao viši nego što uistinu jest. (Bob Dylan je učinio istu stvar na pjesmi "Lay Lady Lay" 1969.). Mark Volman i Howard Kaylan iz sastava The Turtles su pjevali prateće vokale. Kombinacija skladanja i produkcije je bila uspješna, a "Hungry Heart" je krajem 1980. dostigla šestu poziciju na Billboard Hot 100. U kasnijem čitateljskom izboru Rolling Stonea, pjesma je izabrana za singl godine.
"Hungry Heart" je korištena na nekoliko filmskih soundtracka; uključujući izraelski film iz 1982. Kvish L'Lo Motzah (prvi film sa Springsteenovom glazbom), hit Opasni posao iz 1983. s Tomom Cruiseom, dramu o AIDS-u Peterovi prijatelji i komediju Luda vjenčanja iz 1998. s Adamom Sandlerom.
Singl nije bio hit nakon prvog objavljivanja u Ujedinjenom Kraljevstvu, dostigavši tek 44. poziciju britanske ljestvice singlova; kad je ponovno objavljen 1995. u sklopu kompilacije Greatest Hits, zauzeo je 28. poziciju. Videospot za pjesmu snimljen je 9. srpnja 1995. u malom Cafe Eckstein u Istočnom Berlinu uz sudjelovanje njemačke rock zvijezde Wolfganga Niedeckena i njegova sastava Leopardefelleband, iako se nijedno ne čuje na snimci.

## Popis pjesama
1. Hungry Heart - 3:19
2. Held Up Without a Gun - 1:15

"Held Up Without a Gun" je pjesma sa snimanja albuma The River kojom je započela Springsteenova tradicija korištenja pjesama koje se nisu pojavile na njegovim albumima kao B-strane. Izvedba pjesme s River Toura uključena je u kompilaciju The Essential Bruce Springsteen. Bila je to jedina koncertna izvedba pjesme (osim proba) sve dok se pjesma nije ponovno pojavila nekoliko puta tijekom Magic Toura. Studijska verzija nikad nije objavljena na albumu.

## Povijest koncertnih izvedbi
Na početku The River Toura, Springsteen i E Street Band su izvodili pjesmu kao instrumental za vrijeme prvog stiha i refrena. Tijekom koncerta od 20. studenog 1980. u čikaškom Rosemont Horizonu, odmah nakon što je singl postao top 10 hit, publika je spontano pjevala stihove i refren, što će postati tradicija.
Takva izvedba od 28. prosinca 1980. u Nassau Coliseumu uključena je na box set Live/1975-85, ali ritual je postao još snažniji tijekom Born in the U.S.A. Toura, kad je "Hungry Heart" izvođena na početku drugog seta. Čak i u Japanu, gdje mnogi obožavatelji nisu znali riječi, ovo je bila jedna od najbolje prihvaćenih pjesama na Springsteenovim koncertima.
"Hungry Heart" bila je dio standardne liste na koncertima početkom devedesetih, ali početkom Reunion Toura 1999. i 2000., pjesma se počela pojavljivati neredovito, počevši tako kasniju Springsteenovu praksu izbjegavanja svojih najpopularnijih radijskih hitova.

## Vanjske poveznice
- Stihovi "Hungry Heart" na službenoj stranici Brucea Springsteena